# Huininga-Meerland
Huininga-Meerland is een voormalig waterschap in de Nederlandse provincie Groningen, genoemd naar het Huningameer.
Het waterschap lag tussen Midwolda en Beerta. De noordgrens lag bij de Oosterweg en Kromme Elleboog (Oostwold), de oostgrens bij de Molenstreek en de Aekamper Raaiing, de zuidgrens lag bij de Midwolder Raai en de westgrens bij de Groeveweg. Het gedeelte ten oosten van de Nieuweweg is tegenwoordig grotendeels onder water gezet vanwege de aanleg van het Oldambtmeer. 
In 1848 verleende Gedeputeerde Staten toestemming voor de bouw een poldermolen, die het jaar daarop werd neergezet. Het waterschap werd opgericht in 1886, waarna het hulpstoomgeemaal werd gebouwd. Beide stonden aan de Huningaweg en sloegen uit op een watergang die in verbinding stond met het Koediep. Onder de afwateringssloot van de Groeve en Binnenlanden, die door de polder liep, lag een onderleider. 
Waterstaatkundig gezien ligt het gebied sinds 2000 binnen dat van het waterschap Hunze en Aa's.